# Krążkowo (Poméranie)
Pour les articles homonymes, voir Krążkowo.
Krążkowo est une localité polonaise de la gmina rurale de Sadlinki située dans le powiat de Kwidzyn en voïvodie de Poméranie. Elle se trouve à environ 9 km au sud-ouest de Kwidzyn et 80 km au sud de la capitale régionale Gdańsk.

## Géographie

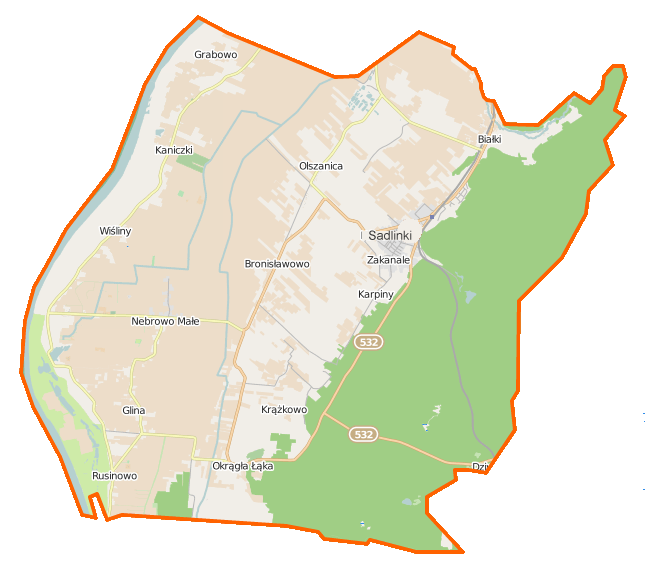
Carte de la gmina de Sadlinki.